# Licensing Act 1872
Pour les articles homonymes, voir Licensing act.
La Licensing Act 1872 (en français, loi sur les permis de 1872) est une loi du parlement du Royaume-Uni, voté en 1872, qui régit l'attribution et les modalités de fonctionnement des débits de boisson.

## Histoire
Il s'agit d'une des Licensing Act de 1828-1886. Elle édicte plusieurs règlements et infractions liées à l’alcool en particulier l'octroi de permis. La plupart des parties de la Loi ont été remplacées par des législations plus récentes, mais certaines parties restent encore en vigueur comme l’infraction d'être en état d'ébriété en public.

### Principales motions
- restriction des heures de fermeture des pubs à minuit dans les villes et 11 heures en campagne
- réglementation sur la teneur en alcool de la bière
- possibilité pour les autorités locales de déterminer d'autres horaires et d’interdire toute vente d'alcool.

Cette loi, appliquée par la police, devint très impopulaire et fut perçu comme une atteinte à la liberté individuelle. Il y eut un certain nombre d'émeutes lorsque la police tenta de faire respecter les heures de fermeture.